# Mkuze
Mkuze è un centro abitato del Sudafrica, situato nella Provincia del KwaZulu-Natal.